# Marion Zimmer Bradley
Marion Eleanor Zimmer Bradley (3 de juny de 1930 - 25 de setembre de 1999) va ser una prolífica escriptora estatunidenca de novel·les de fantasia i ciència-ficció com Les boires de Avalón o la saga de Darkover, amb freqüència amb una perspectiva feminista.

## Biografia
Nascuda en una granja d'Albany, Nova York, durant la Gran Depressió, va començar a escriure en 1949 i va vendre la seva primera història a Vortex, el 1952. Es va casar amb Robert Alden Bradley a l'octubre de 1949 fins al seu divorci el 19 de maig de 1964. Van tenir un fill, David Robert Bradley (1950 – 2008). Durant els anys 50 es va introduir en un grup de lesbianes culturals, Les Filles de Bilitis. Després del seu divorci, es va casar ràpidament amb Walter Breen al juny de 1964. Van tenir una filla, Moira Breen. Es van separar en 1979 encara que van continuar casats i van mantenir una relació de negocis i van viure al mateix carrer al voltant d'una dècada. Es van divorciar oficialment el 9 de maig de 1990, l'any en què Breen va ser detingut per càrrecs d'abús de menors.
En 1965 Bradley es va graduar amb una Llicenciatura en Arts en la Hardin Simmons University en Abilene, Texas. Després, es va mudar a Berkeley, Califòrnia, per cursar estudis de postgrau a la Universitat de Califòrnia, Berkeley, entre 1965 i 1967. En 1966, va ajudar a fundar i va nomenar a la Society for Creative Anachronism i va estar involucrada en el desenvolupament de diversos grups locals, fins i tot a Nova York després del seu trasllat a Staten Island.
La seva salut va anar declinant fins que va morir en l'Alta Bats Medical Center en Berkley. Les seves cendres van ser escampades en Glastonbury Tor, en Somerset, Anglaterra.
El seu primer fill David Bradley i el seu germà Paul Zimmer han publicat obres de fantasia i ciència-ficció, en la seva mateixa línia. La seva filla Moira Breen és artista i cantant professional.

## Carrera literària
Va ser editora de la llarga sèrie Sword and Sorceress; a més va col·laborar en algunes revistes de ciència-ficció tals com Venture Science Fiction. Va animar a diversos autors a incloure en les seves històries heroïnes no tradicionals i va animar sobretot a autores que no s'atrevien a incloure dones en les seves antologies. Va mantenir una llarga sèrie d'escriptores en la seva llar de Berkley.
Va crear el planeta Darkover com a marc de la saga Darkover, escrivint un gran nombre de novel·les i històries curtes, primer ella sola i després en col·laboració amb altres autors, de fantasia i ciència-ficció.